# Bòsc-rogier
Bòsc Rogier (en francès Bosroger) és una comuna (municipi) de França, a la regió de la Nova Aquitània, departament de la Cruesa.
La seva població al cens de 1999 era de 76 habitants. Està integrada a la Communauté de communes Auzances-Bellegarde-en-Marche.

## Demografia
| 1968 | 1975 | 1982 | 1990 | 1999 |
| ---- | ---- | ---- | ---- | ---- |
| 114  | 101  | 98   | 80   | 76   |

## Administració
| Període   | Identitat          | Partit |
| --------- | ------------------ | ------ |
| 2001-2008 | Jean-Claude Meaune |        |
| 2008-     | Jean Paul Joulot   | PS     |